# Madat (Madat)
Madat is een bestuurslaag in het regentschap Aceh Timur van de provincie Atjeh, Indonesië. Madat telt 1148 inwoners (volkstelling 2010).